# Igreja de Montariol
A Igreja de Montariol é uma igreja pertencente ao Seminário de Montariol em Braga, Portugal.
A igreja está construída sobre o Monte Calvelo sendo um dos miradouros da cidade.
A propriedade foi comprada pelos Companhia de Jesus, para aí construírem a sua Casa de Formação em 1562, depois da Expulsão dos jesuítas de Portugal foi vendida pelo Estado ao pai do Visconde de Montariol, passando deste a seu filho Visconde de Negrelos, mantendo-se na sua posse até 1890.
Em 1890 foi comprada em hasta pública pelos Franciscanos, que aí instituíram um colégio e um seminário. Para tal renovaram a igreja e restantes instalações. O responsável pelas obras foi o mestre Guilherme Pereira, pai de Domingos Pereira.
As obras de restauro começaram em 5 de Maio de 1891, e em 27 de Setembro do mesmo ano foi benzida pelo arcebispo D. António José de Freitas Honorato.
A Congregação Franciscana manteve-se em Montariol até 1911, ano em que pela lei da separação de Abril, tiveram que abandonar o Convento, que passou para a posse do Estado, tendo ali instalado um Regimento de Cavalaria. 
Pela Concordata de 1940, entre a Santa Sé e o Estado Português, foi todo o conjunto devolvido à Igreja e de novo se instalou no seu Convento, a Ordem Franciscana.
A fachada austera ostenta as armas da Ordem de São Francisco, e um nicho com imagem de Nossa Senhora, sob invocação de Refúgio dos Pecadores. O seu interior tem vários altares decorados com talha trabalhada, num estilo Neo-clássico tardio.
A igreja foi remodelada abrindo em 21 de Dezembro de 2003. Foram colocadas novas janelas e totalmente pintada. No interior, foram recuperados os altares, o guarda-vento, a parte do presbitério, o tecto da capela-mor e do corpo da igreja, o coro alto e o órgão de tubos. No altar mor foi colocada uma imagem de Cristo em madeira com cerca de cinco metros.
No tempo de Natal, a Igreja de Montariol acolhe o mais antigo presépio movimentado da cidade de Braga. A sua montagem, bem como conservação do espólio, está confiada desde 1993 ao Agrupamento n.º 660 de Montariol, do Corpo Nacional de Escutas (CNE).